# Довірча власність
Довірча власність (або траст — від англ. trust) в загальному праві — це система відносин, при якій майно, спочатку належить засновнику, передається в розпорядження довірчого власника (керуючого або попечителя), але прибуток з нього отримують вигодонабувачі (бенефіціари). Засновник (який може одночасно бути і вигодонабувачем і/або керуючим) в рамках спеціальної угоди передає належні йому цінності під контроль піклувальника, який зобов'язаний здійснювати з ними операції, що приносять вигодонабувачам максимальний прибуток або відповідні іншим інструкціям засновника.

## Особливості трасту
Особливість трасту як іншої форми тримання власності в тому, що майно трасту не належить ні засновнику (він втрачає право власності на нього з моменту передачі майна керуючому), ні керуючому (він тільки управляє цим майном і є формальним власником титулу на майно), ні бенефіціарам до дати припинення трасту. Можна сказати, що траст — це самостійний власник, нерозривно пов'язаний з його творцем (засновником трасту) і вигодонабувачами. У ряді країн передане в довірче управління майно не вважається окремим видом власності — майно продовжує бути власністю довірителя, на яке можуть поширюватися його зобов'язання.
Послуги піклувальника оплачуються вигодонабувачами або засновником трасту, зазвичай у вигляді відсотку від отриманого прибутку.
Об'єктом довірчої власності може бути будь-яке майно, як рухоме, так і нерухоме. Об'єкти інтелектуальної власності також можуть передаватися в траст. Виключається з цих відносин лише майно, прямо заборонене законодавством країни установи трасту.
Засновник вправі передати своє майно як за життя (прижиттєвий траст), так і передбачити таку передачу після своєї смерті (заповідальний траст). Піклувальник несе відповідальність за виконання умов трастової угоди і, як правило, отримує широкі повноваження по управлінню майном засновника, але також може отримати особливі інструкції з розподілу трастового доходу і капіталу між вигодонабувачами при настанні деяких свідомо передбачених засновником умов або визначати, як буде визначатися момент припинення трасту і розподілу з нього майна бенефіціарам. Такі умови, як правило, включаються засновником в так званий лист-побажання (англ. letter of wishes), адресується піклувальнику. Засновник також вправі передбачити умови заміни піклувальника, обумовити питання про передачу цього права іншій особі тощо.

## Застосування
Довірча власність може застосовуватися для досягнення таких цілей:
1. Анонімність. У більшості країн зміст заповіту (після смерті заповідача) та імена власників нерухомості є публічною інформацією. Імена набувачів трасту звичайно невідомі, тому володіння нерухомістю або розподіл заповіданого майна через траст дозволяють зберегти таємність.
2. Спільне володіння майном. Траст є зручним механізмом спільного володіння майном (наприклад, нерухомістю) декількома власниками.
3. Збереження капіталу від розтрати. Трасти можуть бути використані для захисту вигодонабувачів (наприклад, дітей засновника) від їх невміння витрачати гроші. Так, умови трасту можуть обмежувати використання грошей або вік, починаючи з якого дитина отримує право розпоряджатися майном.
4. Благодійність. У деяких країнах все майно, звернене на благодійні цілі, повинно знаходитися в довірчому управлінні.
5. Пенсійні плани. Корпоративні пенсії найчастіше організовані як траст, в якому підприємство є засновником, а співробітники — бенефіціарами.
6. Складні корпоративні структури. В галузі фінансів і Страхування, трасти часто використовуються як юридичні особи поряд з компаніями.
7. Приховування власності. Траст надає анонімність, при якій одна і та ж особа може бути засновником та вигодонабувачем (але не піклувальником), тим самим отримуючи всю вигоду від майна, але приховуючи його від кредиторів.
8. Ухилення від податків. Анонімність і поділ засновника, вигодонабувачів та піклувальників роблять траст зручним механізмом для ухилення від податків. Так, піклувальник в багатьох країнах-офшор ах не зобов'язаний повідомляти про доходи трасту податкової інспекції (інший) країни, в якій проживають бенефіціари. Ці ж особливості трасту використовуються і для відмивання грошей. Інший спосіб ухилення від податків за допомогою трасту можливий у випадку прогресивного прибуткового податку, коли приносить дохід майно формально належить трасту (у багатьох країнах ця лазівка закрита, і ставка податку для трасту дуже висока). Також передача майна через траст звільняє бенефіціарів від сплати податку на спадкування, який існує практично у всіх країнах, що застосовують трасти.
9. Приховування доходів. Придбання або переписування всього значущого майна на ім'я трасту дозволяє заявити про відсутність або недостатній наявності власних активів і претендувати, наприклад, на використання меншою ставки податків або на отримання допомоги від держави.
10. Збереження майна. При переведенні майна на траст засновник трасту втрачає всі права на це майно, якщо договір трасту правильно складений. Таким чином, це майно стає недоступним для кредиторів засновника трасту, для домагань при розділі майна і дозволяє відокремити особисте майно від бізнес-активів. Останнє особливо важливо в країнах англосаксонської системи права, коли фізична особа може визнаватися банкрутом особисто з наступним стягненням особистого майна за борги.

Впливовий внесок щодо рецепції та імплементації правового інституту «довірчої власності» країн англо-саксонської системи права до нової редакціх Цивільного кодексу України (ч. 2 ст. 316) належить адвокату Олегу Манюті, PhD in Law.

## Історія виникнення і розвитку трастів
Історія трастів Англійського загального права йде до часів Хрестових походів, коли лицарі, що йшли визволяти Єрусалим від невірних, залишали своє майно в руках довірених родичів або інших відданих піклувальників, щоб ті управляли їм на благо дружини і дітей лицарів. Також в середні віки, переведення майна у трасти став застосовуватися для захисту майна знаті від посягань на нього королів і кредиторів засновників трасту — керуючими трасту призначалася церква, а церковне майно не підлягало конфіскації (церква підпорядковувалася клерикальних праву, а не цивільному (загальноцивільним) в відміну від майна самих лицарів і феодалів). Згодом церква стала надавати подібні послуги як керуючий трастом самостійно, вигідно використовуючи той же захист від конфіскації церковного майна в інтересах засновника трасту. 
Пізніше, в 16 столітті із прийняттям Statute of Uses, передача майна бенефіціарам через траст став використовуватися як альтернатива заповітом і як засіб проти податку на спадщину.
В 17 столітті в Англії зародилися основні елементи правила безстроковості.
Таким чином, англійські юристи не тільки розробили, але й удосконалили форму володіння майном, в якому воно належить трасту, але контролюється колишнім власником. Фредерік Вільям Мейтленд, видатний англійський історик права, висловився, що «Ідея трастового фонду, який перетворюється (інвестується) сьогодні в землю, потім у валюту, потім в акції, потім в облігації, здається однією з примітних ідей сучасної англійської юриспруденції».

## Переваги та недоліки довірчого управління інвестиціями
Якщо обмежитися тільки фондовим ринком, то піклувальник виконує ту ж функцію, що і керуючий пайового інвестиційного фонду (Піфа) — купує / продає цінні папери і робить це таким чином, щоб отримати від них інвестиційний дохід. Однак, у довірчого управління інше законодавче регулювання, ніж у ПІФів. Піклувальник не зобов'язаний частину коштів тримати в цінних паперах, можна використовувати ф'ючерси і опціони. Коли ціни знижуються, є можливість продати всі цінні папери і перечекати падіння. Так само немає вимог до диверсифікації портфеля. Піклувальник не може використовувати маржинальну торгівлю (в тому числі грати на падінні ціни), оскільки це вимагає позики грошей або цінних паперів у брокера. Ці операції так само заборонені для ПІФів, так як суттєво підвищують ризики втрат.
Потенційно, довірче управління може бути вигідніше, ніж ПІФ, але відсутність вимог до диверсифікації і занадто сильний вплив «людського фактора» робить його більш ризикованим.
Спілкування з попечителем дозволяє точніше і оперативніше виконувати побажання довірителя, в той час, як ПІФи обмежені у своїх діях інвестиційною декларацією і взагалі не зобов'язані виконувати побажання клієнтів.
Важливий плюс — швидкість введення-виведення коштів. У ПІФі, особливо в інтервальному або закритому, швидко купити або продати інвестиційний пай може виявитися важко. У довірчому управлінні керуючий купує / продає акції за поточною ціною і може забезпечити максимально швидкий рух коштів.
Іноді брокерські компанії пропонують послугу ПАММ-рахунок а для більш зручного контролю над активами з боку довірителів.